# Kanton Soissons-1
Kanton Soissons-1 (fr. Canton de Soissons-1) je francouzský kanton v departementu Aisne v regionu Hauts-de-France. Tvoří ho 15 obcí a část města Soissons. Kanton vznikl v roce 2015.

## Obce kantonu
- Bagneux
- Chavigny
- Crouy
- Cuffies
- Cuisy-en-Almont
- Juvigny
- Leury
- Osly-Courtil
- Pasly
- Pommiers
- Soissons (část)
- Vauxrezis
- Venizel
- Villeneuve-Saint-Germain
- Vregny